# Parker og cykl-terminal
Parkér og cykel terminal et anlæg hvor pendlere kan parkere deres bil og tage en cykel og køre på den resten af vejen til arbejde, og omvendt den anden vej. Det første anlæg af den slags er lavet ved motorvejskrydset i Lystrup. Anlægget her er en del af en cykelhandlingsplan for Aarhus, der vil forbedre forholdene for cyklister og dermed afhjælpe den tiltagende biltrafik i byen. I forbindelse med anlægget er tilkoblet supercykelstier til Aarhus midtby.